# 穿山镇
穿山镇，是中华人民共和国广西壮族自治区柳州市柳江区下辖的一个乡镇级行政单位。

## 行政区划
穿山镇下辖以下地区：
穿山社区、仁安村、高平村、龙凤村、穿山村、思荣村、板塘村、定吉村、五道村、竹山村、木团村、林寺村、龙平村、六庙村和根伦村。